# ويليام جونز (سياسي أمريكي، مواليد 1760)
ويليام جونز (بالإنجليزية: William Jones) هو مصرفي وسياسي أمريكي، ولد في 1760 في فيلادلفيا في الولايات المتحدة، وتوفي في 6 سبتمبر 1831 في بيت لحم في الولايات المتحدة. نشط حزبياً في الحزب الجمهوري الديمقراطي. وقد انتخب الأمين العام (19 يناير 1813 – 1 ديسمبر 1814) وانتخب عضو مجلس النواب الأمريكي عن دائرة Pennsylvania's 1st congressional district ‏ (4 مارس 1801 – 3 مارس 1803).